# Gorica (miasto Pag)
Gorica – wieś w Chorwacji, w żupanii zadarskiej, w mieście Pag. W 2011 roku liczyła 90 mieszkańców.